# Prévision d'aérodrome
Une prévision d'aérodrome ou TAF (de l'anglais Terminal Aerodrome Forecast erronément pensé par certains comme Terminal Airport Forecast) est une prévision météorologique valide pour 6 à 30 heures pour un aérodrome (terme plus large qu'aéroport qui ne définit que les aérodromes avec aérogare et tour de contrôle) et qui utilise un encodage similaire au format METAR. La période couverte par ces prévisions dépend des heures d'utilisation du site, de son importance et de la longueur des vols qui s'y rendent, le tout servant à la planification pour les transporteurs aériens. Ce ne sont pas tous les aérodromes qui auront des TAF, ceux à usage local ou récréatif utilisant en général les prévisions régionales à l'aéronautique.
Ces prévisions sont émises par les météorologues des pays où se trouvent les aéroports à partir des centres régionaux de prévision météorologique ou de centres spécialisés pour l'aviation, selon le pays. Ils utilisent les modèles de prévision numérique du temps et leur connaissance des effets locaux afin de prévoir la hauteur des nuages, les vents, les précipitations et la visibilité pour une zone de 10 milles marins (18,52 km) autour de l'aérodrome.

## Syntaxe
Les TAF ont une syntaxe particulière, qui peut paraître assez complexe. Les termes utilisés dans ce code sont des abréviations qui proviennent de diverses langues car il s'agit d'un code international (ex. SN pour snow/neige mais BR pour mist/brume). Cependant, les abréviations sont le plus souvent anglophones.
Les unités sont également variables et proviennent de l'histoire du développement de l'aviation ainsi que de l'influence américano-britannique dans le domaine. On utilise ainsi les pieds pour la hauteur des nuages et les nœuds pour la vitesse des vents. Certaines unités peuvent cependant varier selon la région. On utilise par exemple le mètre par seconde en Russie pour la vitesse des vents, les milles terrestres pour la visibilité en Amérique mais les mètres en Europe, le tout avec l'accord de l'OACI.
En plus, des phénomènes obligatoires décrits ci-dessus, on peut avoir des sections supplémentaires comme des remarques ou des précisions comme pour signaler la présence de turbulence, etc. On a ainsi des accords régionaux sur ce contenu (Amérique du Nord, Europe, Asie, etc.)

### Règles
Un TAF est divisée en différentes sections. Il débute en donnant l'aéroport de prévision, le temps d'émission et la période de validité. Les sections suivantes donnent la prévision de vent, de visibilité, de type de précipitations et de couche nuageuse pour chaque période temps significative :
- BECMG (becoming en anglais) désigne un changement complet graduel des conditions durant une certaine période ;
- FM (from en anglais) désigne un changement rapide des conditions à une heure donnée ;
- TEMPO (temporaire) désigne une condition qui peut survenir temporairement durant la période citée, pas plus de la moitié du temps et moins d’une heure consécutive ;
- PROBXX (probabilité de XX pour cent) désigne la probabilité qu'une condition plus dangereuse survienne pendant la période durant un très court laps de temps. Par exemple, le risque qu'un orage survienne.

Lorsqu'une nouvelle période est indiquée, la prévision peut donner tous les éléments du temps durant cette période s'ils sont très différents de la précédente mais peut également mentionner seulement ceux qui vont changer au-dessus de critères donnés. Par exemple, si seule la direction du vent change de façon significative, la nouvelle période dans le TAF n'indiquera que le changement de vent. Les critères de changement significatif pour chaque élément du temps est particulier à un aéroport donné, selon les instruments à la navigation dont il dispose, en plus du passage entre les conditions de vol aux instruments et vol à vue.

### Code
L'exemple de TAF suivant est pour l'aéroport de Montréal, Québec (Canada), émis le 3 décembre 2007 à 11h41 TU:
```
TAF CYUL 031141Z 031212 06015G25KT 1/2SM SN VV004 TEMPO 1218 1/4SM 
+SN BLSN VV001 
FM1800Z 08015G25KT 1/2SM -SN BLSN VV003 TEMPO 1822 1SM -SN BLSN 
VV008 
BECMG 2022 24015G25KT 
FM2200Z 24015G25KT 11/2SM -SN VV007 
FM0200Z 25015G25KT 2SM -SN DRSN OVC010 
FM0800Z 25010KT 4SM -SN OVC020 
RMK NXT FCST BY 15Z= 
 
```

Première période:
- TAF : prévision d'aérodrome ;
- CYUL : code OACI de l'aéroport international Pierre-Elliott-Trudeau de Montréal ;
- 031141Z : temps d'émissions selon le format jjHHHH (03 du mois à 11h41 TU) ;
- 031212 : période de validité selon le format jjHHhh (du 03 à 12h00 TU jusqu'à 12h00 TU le jour suivant) ;
- 06015G25KT : vent avec la direction en degrés (060) et la vitesse en nœuds avec rafales (15G25) au début de la prévision;
- 1/2SM : visibilité en milles (Statute Mile) (1,609 km), dans ce cas 1/2 mille (800 mètres) ;
- SN : précipitations et obstructions à la visibilité, dans ce cas neige modérée(SN);
- VV004 : couverture et altitude des couches nuageuses. Dans ce cas, parce que la visibilité est basse dans la précipitation, la seule couche nuageuse mentionnée est la visibilité verticale (VV) de 400 pieds (122 m) en multiple de 100 (004) ;
- TEMPO 1218 1/4SM +SN BLSN VV001 : occasionnellement (TEMPO) entre 12h00 et 18h00 TU, la visibilité sera de 1/4 de mille (400 mètres) dans la neige forte (+SN) et la poudrerie (BLSN) avec une visibilité verticale de 100 pieds (VV001) ;

Seconde période:
- FM1800Z 08015G25KT 1/2SM -SN BLSN VV003 TEMPO 1822 1SM -SN BLSN VV008 : à partir (FM pour from) de 18h00 TU (1800Z), les vents seront de 080 degrés à 15 nœuds avec rafales à 25 nœuds (08015G25KT), la visibilité de 1/2 mille dans faible neige et la poudrerie (1/2SM -SN BLSN) et la visibilité verticale de 300 pieds (VV003). Occasionnellement entre 18h00TU et 22h00 TU (TEMPO 1822) la visibilité. remontera à 1 mille dans la neige faible et la poudrerie (1SM -SN BLSN) et la visibilité verticale sera de 800 pieds (244 m) (VV008) ;

Troisième période :
- BECMG 2022 24015G25KT : entre 20h00 et 22h00 TU les vents deviendront (BCMG pour becoming) 240 degrés à 15 nœuds avec rafales à 25 (24015G25KT). Les autres conditions ne changeant pas ;

Quatrième période :
- FM2200Z 24015G25KT 11/2SM -SN VV007 : à partir de 22h00 TU les vents seront de 240 degrés à 15 nœuds avec rafales à 25. La visibilité sera de 1,5 mille (2,4 km) dans la faible neige avec une visibilité verticale de 700 pieds (213 m) ;

Cinquième période :
- FM0200Z 25015G25KT 2SM -SN DRSN OVC010 : à partir de 02h00 TU, les vents seront de 250 degrés à 15 nœuds avec rafales à 25. La visibilité sera de 2 milles (3,2 km) dans la faible neige et le ciel sera couvert de nuages à 1 000 pieds (305 m) (OVC010... OVC pour overcast) ;

Sixième période :
- FM0800Z 25010KT 4SM -SN OVC020 : à partir de 08h00 TU, les vents seront de 250 degrés à 10 nœuds. La visibilité sera de 4 milles (6,4 km) dans la faible neige et le ciel sera couvert de nuages à 2 000 pieds (610 m) ;

Remarque:
- RMK NXT FCST BY 15Z= : la prochaine prévision sera émise à 15h00 TU.

### Tendance
Certains pays, comme les États-Unis et de la Grande-Bretagne, émettent des TAF tronqués appelés TREND pour leur aéroports militaires. Il s'agit d'une prévision de courte période, une à deux heures, qui sont mises à la suite du METAR émis à un aéroport. Ces TREND, tirés du TAF officiel, sont ajoutés par le technicien en météorologie qui envoie son observation ou un météorologue sur place à l'aéroport, comme information supplémentaire aux pilotes. Voici un exemple :
```
METAR EGYM 291350Z 29010KT 8000 -RADZ FEW010 SCT037 OVC043
           10/07 Q1008 BLU TEMPO 7000 -RADZ SCT020 WHT=
```

Le METAR de EGYM (aéroport de la Royal Air Force à Markham en Grande-Bretagne) à 13h50 TU du jour 29 du mois donne comme condition des vents de 290 degrés 10 nœuds, une visibilité de 8 000 mètres dans la faible pluie et bruine (-RADZ) avec quelques nuages à 1 000 pieds, des nuages épars 3 700 pieds et un plafond à 4 300 pieds. La température est de 10 °C avec un point de rosée de 7, le calage altimétrique est de 1 008 hPA et la condition de vol est bleue (BLU) pour les militaires. 
La partie TREND suit avec TEMPO 7000 -RADZ SCT020 WHT : occasionnellement la visibilité peut descendre à 7 km dans la faible pluie et la bruine avec des nuages épars à 2 000 pieds. Cette condition est blanche (WHT) pour les militaires.